# Catathelasma
Genre
Catathelasma est un genre de champignons basidiomycètes de la famille des tricholomatacées.
Le nom est tiré du grec kata, "en dessous", et thelasmos, "allaitement".
Il s'agit de champignons à chair ferme et épaisse, portant un anneau et pouvant être volumineux, notamment Catathelasma imperiale, la seule espèce européenne. Ils ont jadis été classés dans les agarics, les biannulaires et les armillaires, dont ils sont les plus proches.
Le genre ne comprend que quatre espèces :
- Catathelasma evanescens, qui est l'espèce-type
- Catathelasma imperiale, (Pilzverein der Region Baden : illustration)
- Catathelasma singeri
- Catathelasma ventricosum

## Sources
- Champignons du Nord et du Midi, tome IX/IX, André Marchand,  (ISBN 2-903940-04-5)
- (en) Index Fungorum : Catathelasma   (+ liste espèces) (+ MycoBank)